# Glengormley
Glengormley is een plaats in het Noord-Ierse graafschap County Antrim, in het district Newtownabbey. Het is tegenwoordig een voorstad van Noord-Belfast.

## Bekende inwoners
- Roy Mason
- Padraic Fiacc
- Derek Mahon

### Geboren
- Stephen Boyd (1931-1977), acteur

Antrim · Ballycarry · Ballycastle · Ballyclare · Ballymena · Ballymoney · Bushmills · Carrickfergus · Cushendun · Glengormley · Greenisland · Larne · Lisburn · Newtownabbey · Portrush · Randalstown